# Waidhofen an der Ybbs
Waidhofen an der Ybbs – miasto statutarne w Austrii, w kraju związkowym Dolna Austria. Liczy 11,34 tys. mieszkańców (1 stycznia 2014).

## Współpraca
Miejscowości partnerskie:
- Freising, Niemcy
- Laatzen, Niemcy
- Möhringen an der Donau – dzielnica Tuttlingen, Niemcy